# Dawid Jung
Dawid Jung (ur. 17 stycznia 1980 w Kłecku) – polski twórca interdyscyplinarny: śpiewak operowy, poeta, pisarz, krytyk literacki i teatralny, wydawca, badacz i twórca kultury, historyk, muzealnik, projektant szlaków kulturowych, dziennikarz i publicysta, dyrektor Muzeum Polskich Organów Elektronicznych, redaktor naczelny Zeszytów Poetyckich, wiceprezes Stowarzyszenia Pisarzy Polskich w Poznaniu, członek Zarządu (II kadencja) Stowarzyszenia Dziennikarzy Polskich w Poznaniu , za całokształt działań artystycznych i naukowych został uhonorowany przez Senat Rzeczypospolitej Polskiej Medalem Senatu RP.

## Życiorys

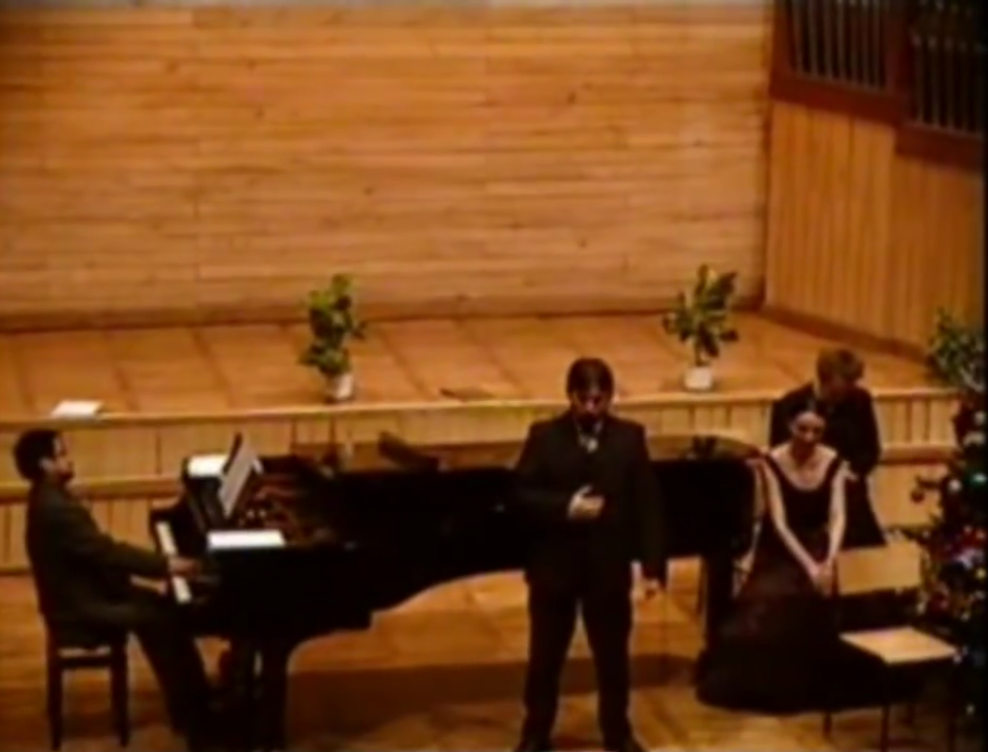
Dawid Jung (śpiew), przy fortepianie Takayuki Hirata, Koncert Noworoczny 2001

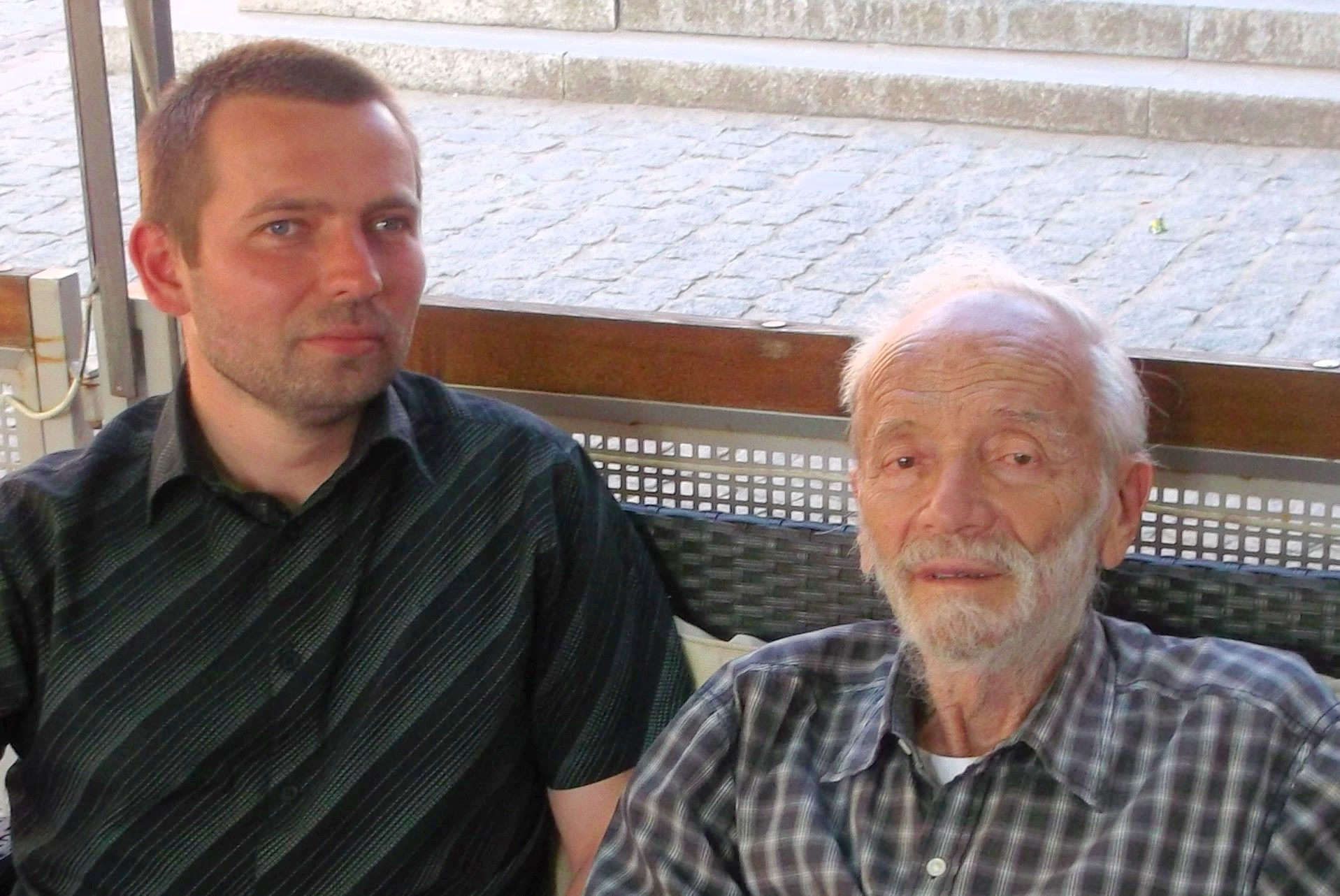
Dawid Jung w towarzystwie prof. Mordecaia Roshwalda (2013)

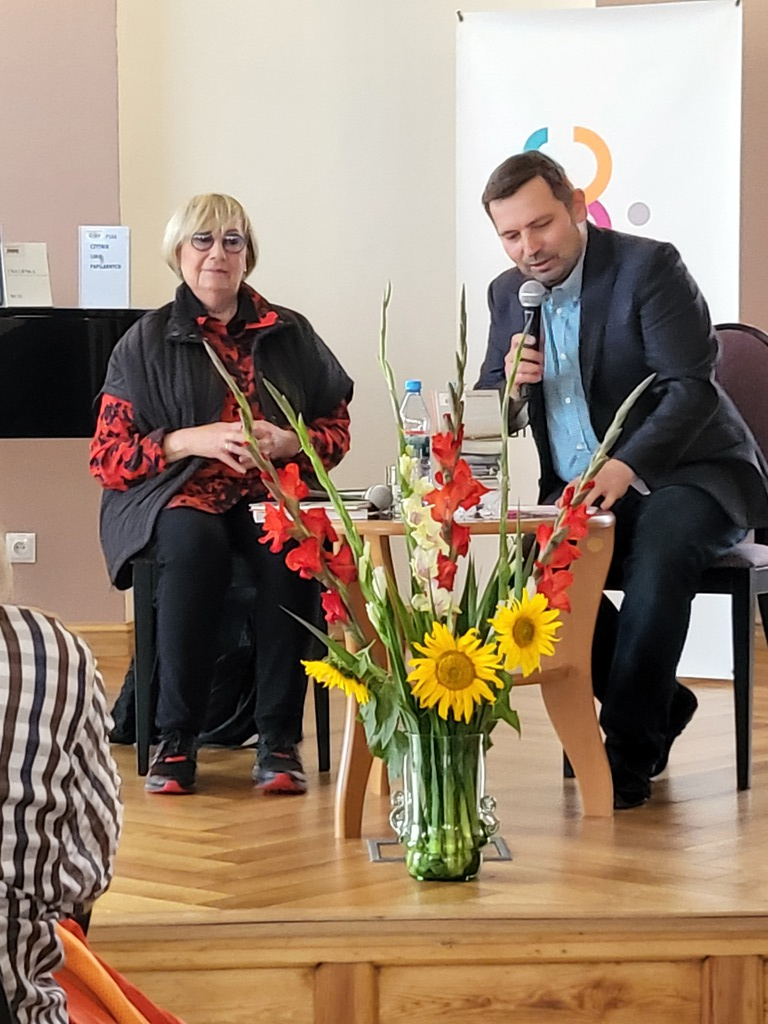
Ewa Lipska, Dawid Jung, XIII Festiwal Literacki Preteksty 2023, fot. Irmina Kosmala

Założyciel i redaktor naczelny ogólnopolskiego pisma literackiego „Zeszyty Poetyckie”.

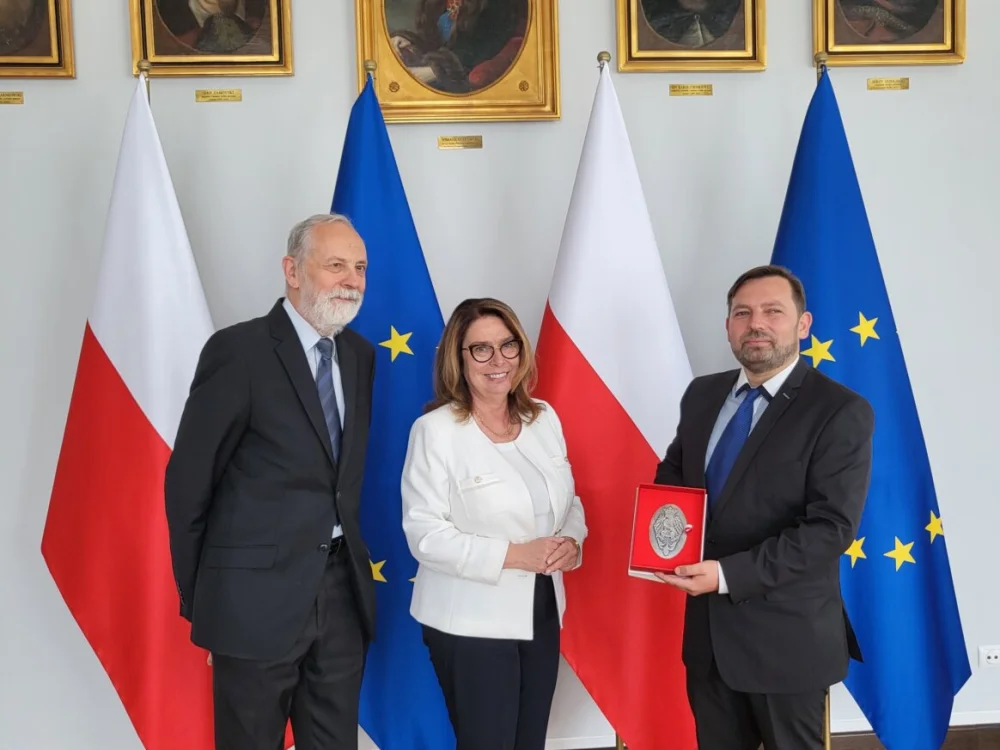
Marszałek Małgorzata Kidawa-Błońska honoruje Medalem Senatu RP Dawida Junga fot. Irmina Kosmala

Debiutował w prasie w 1998. Jego poezja była przekładana na angielski, białoruski, francuski, niemiecki, czeski (przez Alene Debicką). W latach 2003–2005 prowadził zajęcia z teorii współczesnej poetyki dla studentów Collegium Europaeum Gnesnense, gdzie był opiekunem prawnym Sekcji Literacko-Filozoficznej im. Władysława Nehringa. W latach 2000–2006 studiował śpiew solowy na Akademii Muzycznej w Bydgoszczy w klasie prof. Bożeny Porzyńskiej, następnie kontynuował naukę na Akademii Muzycznej w Gdańsku w latach 2006–2008. Sztukę wokalną kontynuował i doskonalił w Wiedniu, gdzie wykonywał m.in. partię w „Rafaelu” Antona Arienskiego oraz w Rzymie, gdzie otrzymał stypendium muzyczne. W Gnieźnie powołał Wszechnicę Poetycką gromadzącą zbiory polskiej i obcej poezji.
W 2004 jako pomysłodawca zainicjował i odtworzył jedno z najważniejszych wydarzeń kulturalnych Gniezna, święto kultury niezależnej „Festa Fatuorum”.
Za debiut poetycki nominowany do Nagrody im. Stanisławy Zawiszanki. W 2009 w Zakładzie Narodowym im. Ossolińskich otrzymał z rąk Mariana Pankowskiego za fragment „Poematu o mówieniu prawdy” Medal im. Juliusza Słowackiego.
Jest pomysłodawcą oraz członkiem stałym kapituły Nagrody im. Andrzeja Krzyckiego, inicjator wydarzeń kulturalnych i naukowych, m.in. koordynator sympozjum naukowego Rzeczpospolita – mity a rzeczywistość. O poezji polskiej po 1989 roku (CEG UAM 21.05.2010). W 2008 został przyjęty do Korporacji Akademickiej Surma w Poznaniu.
W 2010, w ramach 200. urodzin Fryderyka Chopina, był jurorem razem z Wojciechem Kruszewskim i Małgorzatą Strękowska-Zarembą w konkursie na limeryk, w ramach którego wydano „Limeryki Chopinowskie'” (projekt zrealizowany w ramach „Chopin 2010”, Ministerstwo Kultury i Dziedzictwa Narodowego.
Badacz spuścizny kulturalnej Gniezna. Propagator dzieł muzycznych kompozytorów gnieźnieńskich m.in.: Wojciecha Dankowskiego i Mateusza Zwierzchowskiego.
Aktorsko zadebiutował w przedstawieniu dyplomowym w „Rewizorze” Nikołaja Gogola (reżyseria prof. Witold Szulc), następnie przez pewien czas związał się z Teatrem Poezji Poetów Różnych (m.in. premiera „Pieśni nad Pieśniami w reżyserii Sławomira Kuczkowskiego).
Już podczas studiów w klasie śpiewu solowego prof. Bożeny Porzyńskiej współpracował m.in. z japońskim pianistą, Takayuki Hirata. Od 2001 koncertował popularyzując poetycko-muzyczną sztukę truwerów. W 2004 uświetnił benefis 30-lecia pracy artystycznej prof. Bożeny Porzyńskiej śpiewając razem z Florianem Skulskim W 2008 śpiewał jako tenor w zespole Cappella Gedanensis, z którą nagrał płytę „Hymny” (PRCD 1126, Polska 2008, Polska Filharmonia Bałtycka im. Fryderyka Chopina w Gdańsku pod dyrekcją Antoniego Wicherka i Aliny Kowalskiej-Pińczak, w nagraniu płyty udział wzięli m.in.: Alicja Majewska, Eleni, Maria Sadowska, Maciej Miecznikowski, Janusz Radek, Piotr Machalica i in.)..
Jest stypendystą Ministra Kultury i Dziedzictwa Narodowego Bogdana Zdrojewskiego oraz stypendystą Verein zur Förderung der Deutsch-Polnischen Literatur w Berlinie.
W 2012 opublikował monografię na temat XVI i XVII-wiecznej literatury Kłecka, wydając m.in. wiersze dr Marcina z Kłecka oraz Władysława Czarnkowskiego. Tłumacz poetów nowołacińskich, przekładał m.in. Piotra Rusieckiego.
Redaktor naczelny serii wydawniczych: Biblioteki Współczesnej Poezji Polskiej, Biblioteki Staropolskiej oraz Studia Historica przy „Zeszytach Poetyckich”.
Razem z Marcinem Orlińskim zredagował dwujęzyczne antologie współczesnej poezji polskiej wydane w Londynie.
W 2013 zaangażował się w uratowanie grobu prof. Aleksandra Brücknera w Berlinie wysyłając oficjalne listy do prezydenta Bronisława Komorowskiego i ministra kultury, Bogdana Zdrojewskiego.
W 2014 otrzymał Medal Młodej Sztuki za „tworzenie i upowszechnianie literatury jako części świata, bez której świat traci sens i smak”. W tym samym roku zamieszkał w Rzymie i rozpoczął współpracę m.in. z rzymskim Ośrodkiem Dokumentacji i Studium Pontyfikatu Jana Pawła II (zaangażowany w wydanie zbioru przemówień i homilii Jana Pawła II pt. Wyzwanie dla Polski i Europy).
Członek Bydgoskiego Towarzystwa Naukowego, Stowarzyszenia Dziennikarzy Polskich, Międzynarodowej Federacji Dziennikarzy (IFJ) i Stowarzyszenia Pisarzy Polskich.
Publikował na łamach m.in. „Gazety Wyborczej”, „Studium”, „Frazy”, „Protokołu Kulturalnego”, „Undergrunt”, „Odry”, „ArtPAPIER”, „Dwutygodnika”.
Prowadzi blog kulturowy „Leksykon Zapomnianych Gnieźnian”.
W ramach audycji „Książka tygodnia”, prowadzonej przez Barbarę Miczko-Malczer, na antenie Radia Poznań interpretował swoją książkę pt. Polska, ulubiona masochistka Europy.
W 2018 otrzymał nadaną przez Ministra Kultury i Dziedzictwa Narodowego odznakę honorową „Zasłużony dla Kultury Polskiej”.
W 2019 za książkę „Glosy” otrzymał Nagrodę Literacką i Historyczną Identitas. W uzasadnieniu kapituła podnosiła: statuetka Identitas trafia do Poety – niejako – w podziękowanu za kunszt poetycki i za tematy w tejże poezji podejmowane. Za wiersze organicznie związane z Gnieznem i artystami, po których śladach Poeta stąpa. Za tę desperacką niekiedy próbę ocalenia pamięci o przodkach, którzy tam właśnie żyli, kochali i mierzyli się ze Słowem.
Jest członkiem Kapituły Nagrody Specjalnej Identitas.
W 2020 został członkiem zarządu wielkopolskiego oddziału Stowarzyszenia Dziennikarzy Polskich w Poznaniu. Jest jednym z inicjatorów powołania przez Urząd Miasta w Gnieźnie Stypendium im. Sławomira Kuczkowskiego.
Pomysłodawca i założyciel Muzeum Polskich Organów Elektronicznych, które posiadając największą na świecie kolekcję polskich elektrofonów klawiszowych angażuje się w szereg lokalnych oraz ogólnopolskich działań artystycznych i naukowych.
W latach 2023-2025 pełnił funkcję wiceprezesa Stowarzyszenia Pisarzy Polskich OW w Poznaniu (dzięki jego staraniom pisarze otrzymali dostęp do bezpłatnej pomocy prawniczej, Jung nawiązał strategiczną współpracę z Wielkopolską Izbą Gospodarczą, był pomysłodawcą i fundatorem antologii polsko‑ukraińskiej „Kto Wam pozwolił tak pięknie żyć…”, wymyślił nazwę Festiwalu „LITERATURA DO POZNANIA” i współtworzył jego program, z jego inicjatywy powołano Sekcję Tłumaczy SPP, a także zainicjował powołanie Koła Młodych SPP wymyślając nazwę warsztatów <<Literatura, tej!>>, które prowadzi co dwa tygodnie razem z Igorem Frenderem na Rozbracie).

## Twórczość

### Arkusze poetyckie
- Listy do Cyberboga (red.: M. Kośmider, Gniezno 1996)
- Pieśni Niedorodzonych (red.: M. Kośmider, Gniezno 1997)
- Cyberbóg nie kocha cyberludzi (red.: M. Kośmider, Gniezno 1999)

### Książki poetyckie
- Debiutancki tomik poetycki 312685 powodów (ISBN 83-918846-2-7) dołączono do pierwszego numeru kwartalnika literackiego „Red.” w 2006.
- Poemat o mówieniu prawdy (2014)
- Karaoke (wyd. Stowarzyszenie Pisarzy Polskich oddział w Łodzi, Dom Literatury w Łodzi, 2018)[49]
- #SPAM (wyd. Stowarzyszenie Pisarzy Polskich oddział w Krakowie, seria: Biblioteka Stowarzyszenia Pisarzy Polskich, 2020[50], projekt powstał dzięki wsparciu Funduszu Popierania Twórczości Stowarzyszenia Autorów ZAiKS)[51]

### Proza poetycka
- Glosy (Konfraternia Teatralna 2017)

### Publicystyka
- Polska, ulubiona masochistka Europy (Konfraternia Teatralna 2017)

### Historia literatury
- Wierszopisowie Kłecka w latach 1590–1623. Przyczynki do historii kultury staropolskiej (Biblioteka Staropolska, t. 1, posłowie Karol Samsel, 2012)[52], ISBN 978-83-62947-11-9.
- Gdańskie hymny Jakuba Gembickiego (Biblioteka Staropolska, t. 3, 2014)

### Folklor
- Legendy królewskiego miasta. Z przekazów ustnych zebrał i opracował Dawid Jung (Studia Kleccensia, t. 3, 2018)[53][54]
- Ostatni rybałci polszczyzny. Poeci ludowi XIX wieku związani z Ełkiem (e-book, Ełk 2020)[55]
- To je wiôldżé. Antologia poetów kaszubskich okresu międzywojennego (Gdańsk, Urząd Marszałkowski Województwa Pomorskiego, 2020)[56]
- Legendy zamku ełckiego (e-book, Ełk 2021)[57]

### Książki dwujęzyczne
- Treti Večer w serii poezji polskiej Ivo Haraka (red.: Alena Debicka, CKK SV. VOJTĔCHA Usti nad Labem 2000) razem z Jerzym Grupińskim/Joanną Lidią Prętką, tłumaczenie Alena Debická

### Ujęty w antologiach (ważniejsze)
- Znieruchomiał kolor zmierzchu (red.: Roman Śliwonik/Marian Grześczak/Jan Z. Brudnicki; Miejska Biblioteka Publiczna ISBN 83-912371-2-5, Bełchatów 2000)
- Syfon, czyli ciąg dalszy (red.: Radosław Wiśniewski/Daniel Niedzielski; Brzeg 2001, ISBN 83-918846-0-0)
- Ich oder ja (WIR ARTE.NOVA Verein zur Forderung der Deutsch-Polnischen Literatur, Berlin 2001)
- Alibi. Antologia BregArtu (red: Radosław Wiśniewski/Lena Jedlicka; KIT „Stowarzyszenie Żywych Poetów”, Brzeg 2006)
- Erste Schlehenblute. Gedichte aus Lyrikmail (Koall Verlag ISBN 3-938436-02-6,Berlin 2006) na niemiecki tłumaczyli: Karolina Rakoczy/Karla Reimert/Uljana Wolf

### Krytyka literacka
- Córka Ikara. Szkice o poezji Anny Małgorzaty Piskurz (Samizdat Oficyna Podziemie Poetów, Gniezno 2007 wyd.I, wyd.II poprawione zainaugurowało serię wydawniczą „ZP”).

### Przewodniki kulturowe
- 13 pomysłów na Gniezno i okolice. Przewodnik tematyczny dla turystów (współautorstwo, red. nauk. prof. Armin Mikos von Rohrscheidt), Gniezno 2016[58]
- 13 pomysłów na Gniezno i okolice. Przewodnik tematyczny dla turystów (współautorstwo tekstu, wersja mobilna)[59]
- Szlak Znani Nieznani (e-book OT Szlak Piastowski, Gniezno 2021)[60]
- Szlak Kulturowy Szczecińskich Legend (e-book, Szczecin 2023)[61]

### Przekłady twórczości Dawida Junga na języki obce
- Angielski: Free Over Blood - Contemporary Polish Writing in Translation, przekłady: Marek Kazmierski, Karen Kovacik, Benjamin Paloff i Katarzyna Szuster, wydawca: OFF_Press Londyn 2011, ISBN 978-0-9563946-2-0[62]
- Niemiecki: Ich Oder Ja. Anthologie, przekład: Uljana Wolf, Berlin 2002[63]
  - Erste Schlehenblute. Gedichte aus Lyrikmail, Berlin: Koall Verlag 2006, ISBN 3-938436-02-6, przekład: Uljana Wolf, Karla Reimert, Karolina Rakoczy (w antologii niemieckojęzyczni poeci, m.in.: Hugo Ball, Johann Wolfgang von Goethe, Heinrich Heine, Friedrich Hölderlin, Franz Kafka, Martin Opitz, Friedrich Nietzsche, Rainer Maria Rilke, Friedrich Schiller, Georg Trakl)[64]
- Czeski: Třetí večer. Polská poezie, Ústí nad Labem 2000, przekład: prof. Alena Debická[65]
- Ukraiński: Хто вам дозволив так чудово жити, przekład: Bogdana Buczkowska, Biblioteka Przekładów z Literatury Europejskiej, Poznań: Stowarzyszenie Pisarzy Polskich 2023, ISBN 978-83-89578-18-1[66]

### Prace edytorskie
- Józef Dydyński: Rozprawy naukowe z lat 1878–1885 (Bibliotheca „Studia Kleccensia”, red. B. Borowiak, D. Jung, t. 1, 2012)[67], ISBN 978-83-934604-1-0.
- Edmund Rogalski: Kompanja Kłeckowska (Towarzystwo Miłośników Kłecka i Ziemi Kłeckiej, wstęp i oprac. D. Jung, B. Borowiak, 2012)[68], ISBN 978-83-934604-0-3.
- Władysław Nehring: O życiu i pismach Reinholda Heidensteina (Biblioteka Staropolska t. 2, wstęp prof. Jan Miodek, „Zeszyty Poetyckie” 2012)[69].

### Redakcja
- Podsumowanie sezonu. Antologia poetów publikujących w „Zeszytach Poetyckich” (Gniezno 2008)[70]
- Anthologia#2 OFF_ZP New Polish Poets (wybór i opracowanie D. Jung i M. Orliński, przekład M. Kaźmierski, Zeszyty Poetyckie/OFF Press, Londyn 2010)[71], ISBN 978-0-9563946-3-7[72]
- Antologia. Krzycki 2010 (wybór wierszy i opracowanie D. Jung, posłowie: D. Dziurzyński, D. Jung, K. Kuczkowski, M. Orliński i K. Szymoniak)[73] Gniezno 2011, ISBN 978-83-926993-9-2[74]
- FREE OVER BLOOD Contemporary Polish poetry in translation pod redakcją D. Junga i M. Orlińskiego, przekład na angielski Marek Kaźmierski, Karen Kovacik, Benjamin Paloff i Katarzyna Szuster (Londyn, Zeszyty Poetyckie/OFF Press, 2011)[75]
- William Szekspir, „Hamlet, książę Danii” (w przekładzie Ryszarda Długołęckiego, pod redakcją D. Junga), Bydgoszcz-Gniezno-Warszawa 2013[76].
- Vital Voranau, „Wielkie Księstwo Białoruś” (przekład Monika Uranek, grafiki Włodzimierz Bludnik, okładka Magdalena Modławska, redakcja D. Jung), Gniezno 2013[77].
- Artur Marcyniuk, Sławno i parafia sławieńska na przestrzeni wieków (seria: Studia Historica, red. serii: D. Jung, red. tomu: prof. UAM dr hab. Krzysztof Rzepa, Gniezno 2014)[78].
- Wyrazić piękno. Rzepa, Piskurz, Kuczkowski. Poeci Gniezna przełomu XX i XXI wieku („Zeszyty Poetyckie” i „Magazyn Kulturalny Popcentrala”, Gniezno 2016)[79][80][81].
- „Spotkałam tylu ludzi, a nie spotkałam nikogo”. IV Ogólnopolski Konkurs Literacki im. Anny Piskurz (Gniezno 2019)[82]

### Biblioteka Współczesnej Poezji Polskiej
W redagowanej przez Dawida Junga serii publikowali m.in.: Beata Patrycja Klary (2011), Magdalena Gałkowska (2012), Tomasz Ososiński (2012), Adrian Szary (2013), Krystyna Myszkiewicz (2013), Omir Socha (2012), Patryk Doliński (2013), Tomasz Dalasiński (2013), Kamil Kwidziński (2013), Arkadiusz Kwaczek (2013), Bartosz Suwiński (2013), Marta Kucharska (2013), Rafał Różewicz (2014), Urszula Zajączkowska (2014), Dawid Staszczyk (2014), Przemysław Karpiński (2014), Jarosław Trześniewski-Kwiecień (2014), Rafał Rutkowski (2015), Mateusz Melanowski (2017).

### Biblioteka Przekładów z Literatury Europejskiej
W redagowanej przez Dawida Junga serii ukazały się wiersze przełożone na język ukraiński takich polskich poetów, jak m.in.: Roman Bąk, Edward Balcerzan, Igor Frender, Dagmara Kacperowska, Irmina Kosmala, Artur Daniel Liskowacki, Andrzej Sikorski, Teresa Tomsia, Tadeusz Żukowski, Dominik Żyburtowicz i inni.

### Biblioteka Współczesnej Prozy
Dotychczas w serii redagowanej przez Dawida Junga ukazały się:
- Irmina Kosmala, Krótka historia nikczemności, Zeszyty Poetyckie 2024,  ISBN 978-83-62947-82-9[91].

### Biblioteka Współczesnego Dramatu
Dotychczas w serii redagowanej przez Dawida Junga i Igora Frendera ukazały się: 
- Dagmara Kacperowska, LOCKATOR. Dramat w trzech aktach, Poznań-Gniezno 2025, ISBN 978-83-62947-87-4[92].

## Nagrody i wyróżnienia
- 2009 Medal im. Juliusza Słowackiego
- 2014 Medal Młodej Sztuki (pierwszym laureatem w dziedzinie literatury był Stanisław Barańczak)
- 2014 Medal Milenium Zjazdu Gnieźnieńskiego[93]
- 2015 Człowiek Roku Mediów Lokalnych (Nagrodę Specjalną w latach ubiegłych otrzymali m.in. Henryk Muszyński, prof. Leszek Mrozewicz, prof. Andrzej Marek Wyrwa)[94]
- 2016 Sfotografuj wiersz – Zwierszuj fotografię (nagroda za wiersz do fotografii Andrzeja Borysa[95])
- 2016 Nagroda im. Rodziny Wiłkomirskich (I miejsce w kategorii muzycznej, w jury m.in. Wojciech Kass, Tadeusz Olszewski)[96]
- 2016 Nagroda Młodych Dziennikarzy (Stowarzyszenie Dziennikarzy Polskich) za felietony o kulturze[97][98]
- 2016 Nagroda Magellana (wyróżnienie za współautorstwo przewodnika „13 pomysłów na Gniezno i okolice”) przyznany przez Magazyn Literacki „Książki”[99][100]
- 2017 Nagroda im. Bolesława Leśmiana[101]
- 2018 Odznaka honorowa „Zasłużony dla Kultury Polskiej”[102]
- 2019 Nagroda Literacka i Historyczna Identitas za książkę „Glosy”[103][104][105][106][107].
- 2019 Nagroda Magellana – nagroda główna w kategorii: przewodnik mobilny (współautorstwo przewodnika „13 pomysłów na Gniezno i okolice”) przyznany przez Magazyn Literacki „Książki”[108]
- 2019 Nagroda Literacka im. Władysława Reymonta (nominacja za działalność okołoliteracką razem z Aldoną Borowicz i Beatą Szymańską)[109][110]
- 2019 Nagroda im. Anatola J. Omelaniuka (wyróżnienie na najlepszą książkę regionalistyczną wydaną w 2018 roku – za zebranie i opracowania dawnych legend Kłecka przedstawionych w książce „Legendy królewskiego miasta”, przewodniczący Kapituły prof. Stefan Bednarek)[111][112]
- 2019 Medal Młodego Pozytywisty[113]
- 2020 Medal „Opiekun Miejsc Pamięci Narodowej”[114]
- 2021 Krzyż Św. Jana Pawła II
- 2021 Krzyż Oficerski (kl. I) Polskiego Czarnego Krzyża
- 2022 Medal Stulecia Odzyskanej Niepodległości
- 2023 Srebrna Odznaka "Zasłużony dla Stowarzyszenia Pisarzy Polskich"
- 2023 monografia pt. Polska, ulubiona masochistka Europy znalazła się w Top 20. rankingu bestsellerów serwisu Skapiec.pl, zajmując 12. miejsce sprzedaży w kraju w kategorii książek historycznych[115]
- 2024 Medal Senatu Rzeczypospolitej Polskiej (wręczony przez Marszałek Małgorzatę Kidawa-Błońską i Wicemarszałka Rafała Grupińskiego)[116][117]
- 2024 Medal Królewski (wręczony za wieloletnie propagowanie kultury, w szczególności literatury oraz za badanie spuścizny kulturalnej Gniezna, Pierwszej Stolicy Polski)[118]

## Członkostwo w Kapitułach
- Nagroda Literacka i Historyczna Identitas, Warsztaty w Arktyce
- Kapituła Medal Młodego Pozytywisty
- Kapituła Nagrody Kulturalnej Miasta Gniezna
- Nagroda im. Anny Piskurz (przewodniczący)[60]
- Ogólnopolski Konkurs Poetycki im. Tadeusza Stirmera (przewodniczący, w latach ubiegłych obradom jury przewodniczyli: Uta Przyboś, Jacek Dehnel, Mirka Szychowiak, Kazimierz Rafalik, Marek Czuku, Ewa Sonnenberg, Wojciech Banach)[119]

## Ważniejsze nagrody-stypendia artystyczne
- Stypendium Verein zur Förderung der Deutsch-Polnischen Literatur w Berlinie
- Stypendium Ministra Kultury i Dziedzictwa Narodowego (2010[120], 2018[121], 2022[122])
- Stypendium Literackie Fundacji PGZ[123] w konkursie na powieść #WOLNOŚĆ_czytaj_dalej[124] (w Kapitule m.in. prof. Jarosław Klejnocki i Jacek Komuda[125])
- Stypendium Kulturalne Miasta Gdańska[126]
- Stypendium Artystyczne Marszałka Województwa Pomorskiego[127][128]
- Stypendium Artystyczne Miasta Sopotu[129][130]
- Stypendium Artystyczne Miasta Ełku[131]
- Stypendium im. Andrzeja Szczypiorskiego przyznane przez Stowarzyszenie Autorów ZAiKS
- Bardzo Młoda Kultura. Stypendium Współdziałanie w kulturze[132]
- Stypendium Twórcze Miasta Szczecin[133]